# Sierra de Vicort
Sierra de Vicort este o arie protejată (arie specială de conservare — SAC, sit de importanță comunitară — SCI) din Spania întinsă pe o suprafață de 10.409,6 ha, integral pe uscat.

## Localizare
Centrul sitului Sierra de Vicort este situat la coordonatele 41°17′53″N 1°25′25″W / 41.2981°N 1.42354°V.

## Înființare
Situl Sierra de Vicort a fost declarat sit de importanță comunitară în iulie 2000 pentru a proteja o specie de plante. Situl a fost protejat și ca arie specială de conservare în februarie 2021.

## Biodiversitate
Situată în ecoregiunea mediteraneană, aria protejată conține 6 habitate naturale: Păduri de Quercus ilex și Quercus rotundifolia, Pajiști umede mediteraneene cu ierburi înalte de Molinio-Holoschoenion, Pajiști uscate europene, Păduri de stejar galițio-portugheze cu Quercus robur și Quercus pyrenaica, Galerii de Salix alba și de Populus alba, Tufărișuri termo-mediteraneene și de pre-deșert.
La baza desemnării sitului se află o specie protejată de  plante: Centaurea pinnata
Pe lângă speciile protejate, pe teritoriul sitului au mai fost identificate 8 specii de plante, 23 de specii de păsări, 3 specii de amfibieni și 3 specii de mamifere.